# Deutsch-baltische Landespartei
Die Deutsch-baltische Landespartei (DbLP) war eine Partei der deutschen Minderheit in Lettland zwischen 1933 und 1934.
Die DbLP wurde am 16. Oktober 1933 gegründet. Vorsitzender war Helmuth Stegman (1892–1983).
Die Partei, die rechte Positionen vertrat, trat nie bei Wahlen zur Saeima an. Dennoch war sie mit Helmuth Stegman im Parlament vertreten, der als Mitglied der DbVP auf der Liste des Ausschusses der Deutschbaltischen Parteien ins Parlament nachgerückt war.
Nach dem Staatsstreich am 15. Mai 1934 wurden die Parteien, darunter auch die Deutsch-baltische Landespartei, von Kārlis Ulmanis verboten und die Saeima aufgelöst.